# Matrix (programma televisivo)
Matrix era un programma televisivo italiano di genere talk show, rotocalco e politico, trasmesso in diretta su Canale 5, ideato e condotto da Enrico Mentana dal 5 settembre 2005 fino al 18 febbraio 2009. Successivamente, a partire dal 24 febbraio 2009, in seguito alle sue dimissioni da Mediaset, Enrico Mentana venne sostituito da Alessio Vinci, ex direttore della redazione romana della CNN. Dopo un anno di pausa il programma è tornato in onda a partire dal 10 settembre 2013 con la conduzione di Luca Telese. Dal 20 settembre 2016 il programma è stato condotto da Nicola Porro e per la parte web e social la giornalista Greta Mauro.
La trasmissione andò in onda in seconda serata dallo studio 1 del Centro Safa Palatino a Roma. In ogni puntata è stato trattato un tema di prima pagina di stretta attualità, di cronaca, politica o spettacolo, con ospiti in studio e numerosi filmati.

## Il programma
Enrico Mentana, dopo aver lasciato la guida del TG5 (da lui fondato il 13 gennaio 1992) a Carlo Rossella per decisione aziendale, sbarca in seconda serata con un nuovo programma di informazione e approfondimento, in diretta concorrenza con Bruno Vespa e il suo Porta a Porta, sostituendo come fascia oraria il Maurizio Costanzo Show, che da oltre un decennio occupava la seconda serata dell'ammiraglia Mediaset (e che, dal 2004, interruppe definitivamente la sua periodicità quotidiana per andare in onda solo tre sere a settimana, fatta eccezione per alcune pause dal 2005 al 2006). Per ideare e dirigere il programma, Mentana si è avvalso per le prime due stagioni della collaborazione di uno dei più affermati autori della televisione italiana, Davide Parenti, già padre dello show televisivo Le Iene.

## Edizioni
| Edizione | Anno      | Conduzione     | Conduzione       | Periodo           | Periodo           | Regia            |
| Edizione | Anno      | Conduzione     | Conduzione       | Inizio            | Fine              | Regia            |
| -------- | --------- | -------------- | ---------------- | ----------------- | ----------------- | ---------------- |
| 1ª       | 2005-2006 | Enrico Mentana | Enrico Mentana   | 5 settembre 2005  | 2 giugno 2006     | Ermanno Corbella |
| 2ª       | 2006-2007 | Enrico Mentana | Enrico Mentana   | 26 settembre 2006 | 14 settembre 2007 | Ermanno Corbella |
| 3ª       | 2007-2008 | Enrico Mentana | Enrico Mentana   | 17 settembre 2007 | 3 settembre 2008  | Ermanno Corbella |
| 4ª       | 2008-2009 | Enrico Mentana | Enrico Mentana   | 8 settembre 2008  | 18 febbraio 2009  | Ermanno Corbella |
| 4ª       | 2008-2009 | Alessio Vinci  | Alessio Vinci    | 24 febbraio 2009  | 2 settembre 2009  | Ermanno Corbella |
| 5ª       | 2009-2010 | Alessio Vinci  | Alessio Vinci    | 8 settembre 2009  | 30 giugno 2010    | Ermanno Corbella |
| 6ª       | 2010-2011 | Alessio Vinci  | Alessio Vinci    | 15 settembre 2010 | 17 giugno 2011    | Ermanno Corbella |
| 7ª       | 2011-2012 | Alessio Vinci  | Alessio Vinci    | 13 settembre 2011 | 31 maggio 2012    | Ermanno Corbella |
| 8ª       | 2013-2014 | Luca Telese    | Luca Telese      | 10 settembre 2013 | 17 luglio 2014    | Giorgio Bardelli |
| 9ª       | 2014-2015 | Luca Telese    | Luca Telese      | 11 settembre 2014 | 11 giugno 2015    | Giorgio Bardelli |
| 10ª      | 2015-2016 | Luca Telese    | Luca Telese      | 16 settembre 2015 | 24 giugno 2016    | Giorgio Bardelli |
| 11ª      | 2016-2017 | Nicola Porro   | Greta Mauro      | 20 settembre 2016 | 6 giugno 2017     | Giorgio Bardelli |
| 12ª      | 2017-2018 | Nicola Porro   | Greta Mauro      | 12 settembre 2017 | 13 giugno 2018    | Giorgio Bardelli |
| 13ª      | 2018-2019 | Nicola Porro   | Greta Mauro      | 3 ottobre 2018    | 26 maggio 2019    | Giorgio Bardelli |
| Speciale | 2020      | Nicola Porro   | Greta Mauro      | 1º maggio 2020    | 1º maggio 2020    | Giorgio Bardelli |
| Speciale | 2023      | Nicola Porro   | Susanna Galeazzi | 24 febbraio 2023  | 24 febbraio 2023  | Giorgio Bardelli |

### Prima edizione (5 settembre 2005-2 giugno 2006)
Il programma debutta il 5 settembre 2005, concludendo la sua prima stagione il 2 giugno 2006 e riscuotendo successo e andando in diretta al lunedì, mercoledì e venerdì, al posto del talk di Maurizio Costanzo Maurizio Costanzo Show. Il titolo della prima puntata era "Guerra per banche". Nella prima edizione, il programma segue le elezioni politiche del 2006, affrontando dei confronti tra politici come quelli tra Silvio Berlusconi e Francesco Rutelli, tra Silvio Berlusconi e Oliviero Diliberto, tra Gianfranco Fini e Francesco Rutelli, tra Piero Fassino e Giuseppe Pisanu. Saltarono i confronti tra Pier Ferdinando Casini e Gianfranco Fini e tra Francesco Rutelli e Piero Fassino.
Sono stati sviluppati dei confronti anche per le elezioni Comunali di Milano del 2006, tra Letizia Moratti e Bruno Ferrante, andato in onda occasionalmente su Italia 1. Gli autori di questa stagione sono il già citato Davide Parenti e Giovanni Benincasa.

### Seconda edizione (26 settembre 2006-14 settembre 2007)
La seconda edizione della trasmissione è iniziata il 26 settembre 2006 per terminare il 14 settembre 2007, visto il prolungamento del programma in una versione estiva. Dal 26 settembre al 22 dicembre 2006 il programma va in diretta al martedì, mercoledì e venerdì, mentre dall'8 gennaio all'8 giugno 2007 al lunedì, mercoledì e venerdì. Nella seconda edizione, andata in onda senza particolari approfondimenti e speciali come invece fu per l'anno precedente, complice la presenza di imminenti elezioni politiche, si sviluppò più volte il tema delle televisioni locali per commemorare i trenta anni di televisione privata. La versione estiva del programma, in onda al venerdì, era dedicata alla docu-fiction Erba, I giorni dell'odio, scritta e diretta da Giorgio John Squarcia, andata in onda in prima serata e riguardante l'omicidio di Erba. Autore di questa edizione è, per la seconda e ultima serie, Davide Parenti.

### Terza edizione (17 settembre 2007-3 settembre 2008)

Mentana mentre chiude la trasmissione nella puntata dell'11 aprile 2008.

La terza edizione del programma è andata in diretta dal 17 settembre 2007 al 3 settembre 2008, sempre condotta da Enrico Mentana, dal 17 settembre al 21 dicembre 2007 al lunedì, mercoledì e venerdì, mentre dall'8 gennaio al 20 giugno 2008 al martedì, mercoledì e venerdì. Anche per la seconda stagione il programma ha un'edizione estiva, in onda però al mercoledì. Il programma, in questa stagione, ha dedicato molto spazio alle iniziative di Beppe Grillo (come il V-Day) e, nella seconda parte, alle elezioni politiche del 2008, dedicando, venerdì 11 aprile 2008 in prima serata due interviste; una al candidato premier per il Partito Democratico e Italia dei Valori Walter Veltroni e una al candidato premier per il Popolo della Libertà, Lega Nord e Movimento per l'Autonomia Silvio Berlusconi. L'11 aprile 2008 ospiti della trasmissione sono Silvio Berlusconi e Walter Veltroni. Al termine della puntata, Silvio Berlusconi interrompe Mentana e simula l'apposizione del voto sullo schermo sul quale era mostrata la scheda elettorale. Mentana interrompe Berlusconi chiudendo la trasmissione. L'allora presidente del consiglio si allontana dallo studio visibilmente adirato.

### Quarta edizione (8 settembre 2008-2 settembre 2009)
L'8 settembre 2008 parte la quarta edizione del programma, in onda al lunedì, mercoledì e venerdì fino al 23 gennaio 2009, poi dal 26 gennaio al 6 febbraio 2009 al lunedì, martedì, mercoledì e venerdì, che si rivelerà la più burrascosa. Dopo l'autunno, trascorso senza particolari avvenimenti di rilievo riportati dal programma, il 9 febbraio 2009 si apprende della morte di Eluana Englaro, donna che ha vissuto in stato vegetativo per 17 anni in seguito ad un incidente stradale, il cui caso scatenò particolare clamore in Italia. Mediaset non ha concesso né a Mentana né al TG5 di trattare l'argomento in prima serata con uno speciale, né permettendo brevi finestre informative durante la normale programmazione di prima serata, né anticipando la chiusura del programma in prima serata stesso, una puntata del Grande Fratello 9. Per questo motivo, Mentana, direttore editoriale di Mediaset, ha presentato le dimissioni da tale carica. Queste dimissioni sono state estese poi dall'emittente televisiva anche alla conduzione e alla direzione del programma, che quindi è stato immediatamente sospeso dalla messa in onda. La trasmissione è andata in onda al martedì e mercoledì solo il 10 e 11 febbraio, il 17 e 18 febbraio 2009. Il programma tornerà in onda al martedì, mercoledì e venerdì dal 24 febbraio al 1º maggio 2009, con la conduzione di Alessio Vinci, proveniente dalla direzione della redazione romana della CNN. La prima novità dopo il cambio di conduzione è Matrix Live, che consiste in domande rivolte al Ministro Renato Brunetta via e-mail. Altra particolare puntata dello spettacolo è avvenuta il 7 aprile, quando il programma va in onda "sul campo", con il conduttore Alessio Vinci in diretta da L'Aquila, città devastata dal terremoto il giorno prima. Il programma con l'addio di Mentana passerà sotto il controllo della testata giornalistica Videonews. La trasmissione è tornata in onda al lunedì, mercoledì e venerdì dal 4 maggio al 26 giugno 2009 e la stagione si concluse sempre con la versione estiva in onda il mercoledì, il 2 settembre 2009.

### Quinta edizione (8 settembre 2009-30 giugno 2010)
Dopo un'edizione estiva in diretta il mercoledì, l'8 settembre 2009 inizia la quinta edizione del programma, nuovamente condotta da Alessio Vinci. La prima puntata del talk show viene anticipata rispetto al giorno previsto per il debutto della nuova edizione per commemorare Mike Bongiorno, celebre conduttore televisivo scomparso proprio lo stesso giorno. Con la nuova edizione viene introdotta la scenografia, in precedenza rimasta invariata dal 2005 e per la prima volta il programma va in onda nel formato 16:9. In questa edizione la trasmissione va in onda al martedì, mercoledì e venerdì fino al 18 settembre 2009, poi al lunedì, martedì, mercoledì e venerdì dal 21 settembre al 23 ottobre 2009, infine al martedì, mercoledì e venerdì dal 27 ottobre 2009 al 30 giugno 2010.

### Sesta edizione (15 settembre 2010-17 giugno 2011)
Il 15 settembre 2010 parte la nuova edizione di Matrix, per due giorni settimanali. Programmato fino all'8 ottobre 2010 al mercoledì e venerdì, dal 12 ottobre 2010 al 17 febbraio 2011 il programma è in diretta al martedì e giovedì. La nuova edizione è sempre condotta dal giornalista Alessio Vinci. Vengono realizzati alcuni speciali Matrix Live, il venerdì, con il conduttore Alessio Vinci che presenta la puntata direttamente dai luoghi dei fatti di cronaca, in diretta. Dal 22 febbraio al 7 aprile 2011 la programmazione torna al martedì, mercoledì e giovedì, poi dal 12 aprile al 17 giugno 2011 al martedì, mercoledì e venerdì. Il 21 dicembre 2010 ospite unico della trasmissione è Silvio Berlusconi che viene introdotto con le seguenti parole da Alessio Vinci: Oggi è il giorno più buio, a portare un po' di luce qua nello studio di Matrix [...] Silvio Berlusconi, presidente del consiglio.

### Settima edizione (13 settembre 2011-31 maggio 2012)
Dal 13 settembre 2011 al 31 maggio 2012 va in diretta la settima edizione di Matrix, per tre giorni settimanali, fino al 28 ottobre 2011 al martedì, mercoledì e venerdì e sempre condotta dal giornalista Alessio Vinci, poi al martedì e mercoledì dal 1º novembre 2011 all'8 febbraio 2012, dal 14 febbraio al 31 maggio 2012 al martedì, mercoledì e giovedì, tranne dal 2 al 4 maggio 2012 in cui era al mercoledì, giovedì e venerdì. In questa nuova stagione entrano a far parte della redazione nuovi giornalisti provenienti da altre testate Mediaset, Gaetano Savatteri e Giancarlo Dotto. Fece particolarmente scalpore l'intervista del 1º febbraio 2012 all'allora Premier Mario Monti (da molti definita come un "monologo a senso unico" e come una "intervista senza contraddittorio") in cui Monti disse che il posto fisso è monotono, i giovani si abituino a cambiare. L'articolo 18 può essere pernicioso per lo sviluppo dell'Italia, suscitando molte proteste da parte dei sindacati che ricordarono a Monti di essere stato per 25 anni (quindi per un lungo tempo) professore universitario (quindi con un "monotono posto fisso").

### L'anno sabbatico e gli speciali del TG5
Nella stagione 2012-2013 Matrix è stato definitivamente cancellato dai palinsesti e viene sostituito dagli speciali del TG5 che continuano ad andare in onda anche dalla stagione successiva ma vanno in onda una volta a settimana il sabato.

### Ottava edizione (10 settembre 2013-17 luglio 2014)
Dopo un anno di assenza, dal 10 settembre 2013 il programma ritorna in diretta con l'ottava edizione con la conduzione di Luca Telese, appena approdato a Mediaset da LA7, per due appuntamenti settimanali in seconda serata, il martedì e il venerdì: dopo la pausa natalizia la puntata del martedì viene spostata alla domenica; dal 25 marzo 2014 il programma si sposta al martedì e al giovedì. Il programma continua la sua messa in onda fino al 17 luglio 2014. Vengono rinnovati lo studio e la grafica, il logo e la sigla restano invariati, ma la canzone della sigla viene modificata: la versione Live and Let die di Paul McCartney viene sostituita dalla versione dei Guns N' Roses.

### Nona edizione (11 settembre 2014-11 giugno 2015)
La nona edizione di Matrix, sempre con la conduzione di Luca Telese, è iniziata l'11 settembre 2014 ed è terminata l'11 giugno 2015.

### Decima edizione (16 settembre 2015-24 giugno 2016)
La 10ª edizione di Matrix, sempre con la conduzione di Luca Telese, è iniziata il 16 settembre 2015 ed è terminata il 24 giugno 2016.

### Undicesima edizione (20 settembre 2016-6 giugno 2017)
L'11ª edizione di Matrix è iniziata il 20 settembre 2016, sempre in seconda serata e con 2 appuntamenti alla settimana il martedì e il venerdì. Tra le novità una formula completamente rinnovata, un nuovo logo e il nuovo conduttore Nicola Porro. È terminata il 6 giugno 2017.

### Dodicesima edizione (12 settembre 2017-13 giugno 2018)
Per la 12ª edizione di Matrix viene riconfermata la conduzione di Nicola Porro; la prima puntata è iniziata martedì 12 settembre 2017. Da lunedì 16 ottobre 2017 su Radio 105, dalle 19:00 alle 20:00, va in onda uno spin-off della trasmissione chiamato 105 Matrix, condotto dallo stesso Nicola Porro insieme alla giornalista Greta Mauro ed a Valeria Oliveri. La notte del 4 marzo 2018, il programma è andato in onda in seconda serata per seguire lo spoglio in diretta delle Elezioni. È terminata il 13 giugno 2018.

### Tredicesima edizione (3 ottobre 2018-26 maggio 2019)
La 13ª edizione di Matrix, con il riconfermato Nicola Porro insieme alla giornalista Greta Mauro, è iniziata il 3 ottobre 2018 ed è terminata il 26 maggio 2019. Questa è l'ultima edizione del programma; infatti non è stata confermata nei palinsesti dell'anno successivo, venendo progressivamente sostituita dai nuovi programmi di attualità di Rete 4: Dritto e rovescio di Paolo del Debbio, Fuori dal coro di Mario Giordano e Quarta Repubblica condotto dallo stesso Nicola Porro. Occasionalmente Matrix tornerà in onda per alcune puntate speciali.

## Audience
| Edizione | Rete televisiva | Anno      | Programmazione | Programmazione | Programmazione | Programmazione | Programmazione | Programmazione | Programmazione | Collocazione   | Media auditel  | Media auditel |
| Edizione | Rete televisiva | Anno      | L              | M              | M              | G              | V              | S              | D              | Collocazione   | Telespettatori | Share         |
| -------- | --------------- | --------- | -------------- | -------------- | -------------- | -------------- | -------------- | -------------- | -------------- | -------------- | -------------- | ------------- |
| 1ª       | Canale 5        | 2005-2006 |                |                |                |                |                |                |                | Seconda serata | N.D.           | N.D.          |
| 2ª       | Canale 5        | 2006-2007 |                |                |                |                |                |                |                | Seconda serata | N.D.           | N.D.          |
| 3ª       | Canale 5        | 2007-2008 |                |                |                |                |                |                |                | Seconda serata | N.D.           | N.D.          |
| 4ª       | Canale 5        | 2008-2009 |                |                |                |                |                |                |                | Seconda serata | N.D.           | N.D.          |
| 5ª       | Canale 5        | 2009-2010 |                |                |                |                |                |                |                | Seconda serata | N.D.           | N.D.          |
| 6ª       | Canale 5        | 2010-2011 |                |                |                |                |                |                |                | Seconda serata | N.D.           | N.D.          |
| 7ª       | Canale 5        | 2011-2012 |                |                |                |                |                |                |                | Seconda serata | N.D.           | N.D.          |
| 8ª       | Canale 5        | 2013-2014 |                |                | 698 000        | 8,14%          |                |                |                | Seconda serata |                |               |
| 9ª       | Canale 5        | 2014-2015 |                | 710 000        | 9,16%          |                |                |                |                | Seconda serata |                |               |
| 10ª      | Canale 5        | 2015-2016 |                |                |                | 576 000        | 7,48%          |                |                | Seconda serata |                |               |
| 11ª      | Canale 5        | 2016-2017 |                |                | 596 000        | 7,78%          |                |                |                | Seconda serata |                |               |
| 12ª      | Canale 5        | 2017-2018 |                |                |                | 589 000        | 7,32%          |                |                | Seconda serata |                |               |
| 13ª      | Canale 5        | 2018-2019 | 553 000        | 6,89%          |                |                |                |                |                | Seconda serata |                |               |
| Speciale | Canale 5        | 2020      |                |                |                |                | Prima serata   | 1 656 000      | 11,80%         |                |                |               |
| Speciale | Canale 5        | 2023      | 2 085 000      | 12,80%         |                |                | Prima serata   |                |                |                |                |               |

## Spin-off

### Matrix Prime - La sfida dei Leader
Durante la settimana delle Elezioni per la Camera dei Deputati, del Senato della Repubblica e delle Regionali per la Lombardia ed il Lazio, sono stati trasmessi tre speciali in prima serata lunedì 26, mercoledì 28 febbraio e giovedì 1º marzo 2018, su Canale 5 e con la conduzione di Nicola Porro e Greta Mauro.

#### Ascolti
| Puntata | Messa in onda    | Ascolti        | Ascolti | Ospiti                                      |
| Puntata | Messa in onda    | Telespettatori | Share   | Ospiti                                      |
| ------- | ---------------- | -------------- | ------- | ------------------------------------------- |
| 1ª      | 26 febbraio 2018 | 1 652 000      | 7,60%   | Matteo Renzi, Pietro Grasso, Giorgia Meloni |
| 2ª      | 28 febbraio 2018 | 1 581 000      | 7,00%   | Luigi Di Maio, Matteo Salvini               |
| 3ª      | 1º marzo 2018    | 1 954 000      | 8,40%   | Silvio Berlusconi                           |

## Puntate speciali

### Matrix Speciale(1º maggio 2020)
Il 1º maggio 2020 è andata in onda una puntata speciale, dedicata al coronavirus, dalle 21:20 alle 21:45 e, a seguire, in seconda serata, con la conduzione di Nicola Porro.

### Maurizio Costanzo, l'uomo che ha cambiato la TV(24 febbraio 2023)
Il 24 febbraio 2023 il programma torna eccezionalmente in onda nel giorno della scomparsa di Maurizio Costanzo, con una puntata speciale a lui dedicata e trasmessa in prima serata su Canale 5, realizzata in collaborazione con il TG5 e intitolata Maurizio Costanzo, l'uomo che ha cambiato la tv.
Lo speciale, condotto da Nicola Porro con Susanna Galeazzi, vede la partecipazione di Enrico Mentana, Demo Morselli, Paola Barale, Massimo Lopez, Gabriella Germani, Rita dalla Chiesa, Leo Gullotta, Francesco Rutelli, Claudio Lippi, Vittorio Sgarbi, Enrico Papi e Silvio Berlusconi. Ottiene un ascolto pari a 2 085 000 telespettatori e il 12,80% di share.